# Журлива вулиця
Журли́ва ву́лиця — зникла вулиця, що існувала в Подільському районі міста Києва, місцевість Вітряні гори. 

## Історія
Вулиця виникла в 1-й половині ХХ століття під назвою 292-а Нова. Назву Журлива вулиця отримала 1944 року.
Ліквідована у зв'язку з переплануванням міста 1977 року.